# 蓋斯特半島

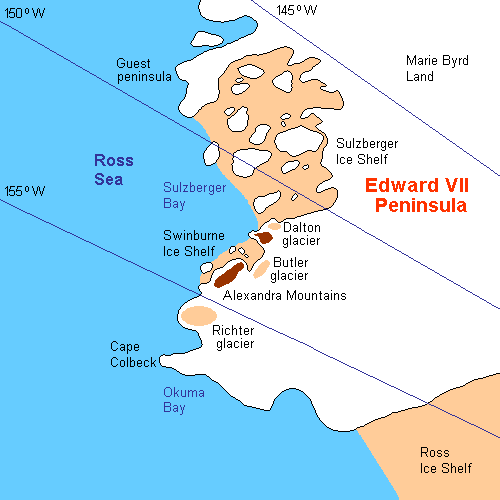

76°18′S 148°00′W / 76.300°S 148.000°W
蓋斯特半島（英語：Guest Peninsula）是南極洲的半島，位於瑪麗伯德地西北部的羅斯海，距離紐西蘭羅斯屬地100公里，長70公里，在1929年被美國探險隊發現，該地區無人居住。